# Contract on Love
Singles de Stevie Wonder
Little Water Boy
(1962) Fingertips
(1963)
Contract on Love est le troisième single de Stevie Wonder sorti en décembre 1962 chez Tamla Records.

## Contexte
Après les échecs commerciaux de ses deux singles précédents (I Call It Pretty Music, but the Old People Call It the Blues et Little Water Boy), Berry Gordy, président de la Motown, ne baisse pas les bras. Il espère toujours obtenir un tube avec Little Stevie Wonder. Il décide d'appeler Brian Holland (en) qui avait déjà travaillé avec The Marvelettes et l'associe à Lamont Dozier dont la carrière de chanteur n'avait pas décollé mais en qui Gordy voyait des qualités d'auteur et de producteur. Le duo Lamont-Dozier est ainsi sur le point de créer l'une de ses premières mélodies (qu'ils réutiliseront pour Where Did Our Love Go des Supremes en 1964) mais bien que bons compositeurs, ils n'en sont pas pour autant paroliers. C'est avec l'aide de Janie Bradford (en), notamment à l'origine de Money (That's What I Want) pour Barrett Strong, que la chanson Contract on Love voit le jour, enregistrée par Wonder le 23 novembre 1962.
Le single sort le 26 décembre 1962 chez Tamla Records, accompagné en face B du titre Sunset, issu de son LP Tribute to Uncle Ray, coécrit par Clarence Paul et Stevie Wonder lui-même, référencé sous le nom Stephen Judkins. Même s'il se vend légèrement mieux que ses deux opus précédents, il ne lui permet pas pour autant de percer au Billboard Hot 100, ce qui n'empêche pas la chanson d'être considérée comme son premier 'classique'. Contract on Love apparait pour la première fois sur un album en 1966 via Up-Tight puis ses premières compilations, Greatest Hits (1968) et Looking Back (1977).
Ce nouvel échec place Gordy dans une impasse après un an et demi de tentatives infructueuses et Wonder ne doit son salut qu'à sa puissance scénique : le jeune chanteur se produit dans de nombreuses salles à travers le pays lors des soirées organisées par la Motown et, toujours salué par la critique, les rentrées pécuniaires qu'il procure à Gordy lui garantissent une certaine stabilité. Même si personne ne le sait encore, cela lui permettra d'obtenir son premier tube l'année suivante, Fingertips, un titre enregistré en public en avril 1963.

### Crédits
- Stevie Wonder : chant
- The Temptations : chœurs[4]

### Production
- Contract on Love : Brian Holland (en), Lamont Dozier[8],
- Sunset : Clarence Paul, Andre Williams[8].

## Format
| Contract on Love - 45 tours - Tamla Records - réf. T 54074 | Contract on Love - 45 tours - Tamla Records - réf. T 54074 | Contract on Love - 45 tours - Tamla Records - réf. T 54074 | Contract on Love - 45 tours - Tamla Records - réf. T 54074 | Contract on Love - 45 tours - Tamla Records - réf. T 54074 | Contract on Love - 45 tours - Tamla Records - réf. T 54074 | Contract on Love - 45 tours - Tamla Records - réf. T 54074 | Contract on Love - 45 tours - Tamla Records - réf. T 54074 | Contract on Love - 45 tours - Tamla Records - réf. T 54074 | Contract on Love - 45 tours - Tamla Records - réf. T 54074 |
| No                                                         | Titre                                                      | Auteur                                                     | Durée                                                      |                                                            |                                                            |                                                            |                                                            |                                                            |                                                            |
| ---------------------------------------------------------- | ---------------------------------------------------------- | ---------------------------------------------------------- | ---------------------------------------------------------- | ---------------------------------------------------------- | ---------------------------------------------------------- | ---------------------------------------------------------- | ---------------------------------------------------------- | ---------------------------------------------------------- | ---------------------------------------------------------- |
| 1.                                                         | Contract on Love                                           | Janie Bradford (en), Lamont Dozier, Brian Holland (en)     | 2:19                                                       |                                                            |                                                            |                                                            |                                                            |                                                            |                                                            |
| 2.                                                         | Sunset                                                     | Clarence Paul, Stephen Judkins                             | 2:15                                                       |                                                            |                                                            |                                                            |                                                            |                                                            |                                                            |
| 4:34                                                       |                                                            |                                                            |                                                            |                                                            |                                                            |                                                            |                                                            |                                                            |                                                            |

## Reprises
Informations issues de SecondHandSongs, sauf mentions contraires.
- Martha and the Vandellas, qui l'enregistrent le 5 avril 1963, mais dont la version ne sera rendue publique qu'en 2005 à la sortie de la compilation Motown Sings Motown Treasures - Volumes 1 + 2,
- The Keane Brothers (en), sur Taking off en 1979.